# Moggridgea occidua
Moggridgea occidua är en spindelart som beskrevs av Simon 1907. Moggridgea occidua ingår i släktet Moggridgea och familjen Migidae.
Artens utbredningsområde är Principe. Inga underarter finns listade i Catalogue of Life.